# 橘行星之戀
《橘行星之戀》（日语：オレンジ・プラネット）是福島春佳的少女漫畫作品。從2006年3月號到2007年12月號在《Nakayoshi》連載。

## 故事簡介
六年前，一個少年出現在父母雙亡的少女長崎琉伊面前，並給了她星星，告訴她如果寂寞的話，就寫信給名叫「小春」的布娃娃。
現在琉伊已經上中學1年級，她還是持續地在寫信給小春。某日，意外地被捲進一場火災，被大學生橘榮介相救，因為他為了保護她而受傷，琉伊勉強讓他住進自己的住所，然而橘榮介竟然是她學校新來的教育實習生……。

## 登場角色
長崎琉伊
主角。故事一開始是國中1年級，現在是高中1年級。生日12月12日（射手座），血型B型，身高154cm。父母雙亡。一直寫信給名叫「小春」的布娃娃。幼稚園的時候喜歡太郎，國中時喜歡香，然而失戀。現在（高1）發覺自己喜歡榮介。
橘榮介
與琉伊住在一起的教育實習生。但是當兩人住在一起的事被發現時，他離開了。
甘夏太郎
與琉伊住在同一個公寓的青梅竹馬。喜歡琉伊。在學校很受女生歡迎。國3時對琉伊告白了。
中村香
琉伊的同班同學。很酷的男孩子。喜歡太郎。
柚原千晶
被琉伊誤認為是小時候遇見的大哥哥。性格惡劣。榮介的表弟。
小梢
琉伊的好友
小織
琉伊的好友
花岡芽乃紗
學校的偶像。喜歡太郎，從國中到高中都是如此。高中時和琉伊加入啦啦隊。
千加學姐
啦啦隊的社長。和榮介有婚約。家境富裕。

## 單行本
| 卷數 | 講談社         | 講談社             | 長鴻出版社    | 長鴻出版社 |
| ---- | -------------- | ------------------ | ------------- | ---------- |
| 1    | 2006年8月      | ISBN 9784063641165 | 2007年9月19日 |            |
| 2    | 2006年12月6日  | ISBN 9784063641318 | 2008年1月5日  |            |
| 3    | 2007年4月6日   | ISBN 9784063641448 | 2008年4月25日 |            |
| 4    | 2007年8月6日   | ISBN 9784063641585 | 2008年7月5日  |            |
| 5    | 2007年12月28日 | ISBN 9784063641721 | 2008年9月20日 |            |